# New Zealand Ice Hockey League 2007
Die Saison 2007 war die dritte Spielzeit der New Zealand Ice Hockey League, der höchsten neuseeländischen Eishockeyspielklasse. Meister wurden zum ersten Mal in der Vereinsgeschichte überhaupt die Botany Swarm.

## Modus
In der Regulären Saison absolvierte jede der vier Mannschaften insgesamt zehn Spiele. Die beiden bestplatzierten Mannschaften qualifizierten sich für das Meisterschaftsfinale. Für einen Sieg nach regulärer Spielzeit erhielt jede Mannschaft drei Punkte, für ein Unentschieden einen Punkt und für eine Niederlage nach der regulären Spielzeit null Punkte.

## Reguläre Saison

### Tabelle
|    | Klub                   | Sp | S | U | N  | PP | Tore  | Punkte |
| -- | ---------------------- | -- | - | - | -- | -- | ----- | ------ |
| 1. | Canterbury Red Devils  | 10 | 7 | 1 | 2  | 4  | 63:37 | 26     |
| 2. | Botany Swarm           | 10 | 8 | 1 | 1  | 8  | 44:28 | 26     |
| 3. | Southern Stampede      | 10 | 4 | 0 | 6  | 4  | 42:53 | 12     |
| 4. | West Auckland Admirals | 10 | 0 | 0 | 10 | 0  | 29:60 | 0      |

Sp = Spiele, S = Siege, U = Unentschieden, N = Niederlagen, OTS = Overtime-Siege, OTN = Overtime-Niederlage, SOS = Penalty-Siege, SON = Penalty-Niederlage, PP = Preliminary-Points

## Finale
- Botany Swarm – Canterbury Red Devils 7:0